# Ordensburg Vogelsang
L'Ordensburg Vogelsang est un ancien Château de l'Ordre national-socialiste situé, aujourd'hui, dans le parc national de l'Eifel, en Rhénanie-du-Nord-Westphalie. Le domaine historique, entièrement préservé, a été utilisé par le Troisième Reich entre 1936 et 1939 comme centre de formation pour les futurs dirigeants du parti. Depuis le 1er janvier 2006, le site est ouvert aux visiteurs. C'est l'une des plus grandes traces architecturales du nazisme. La superficie des bâtiments est de 50 000 m2.

## Histoire

### Construction

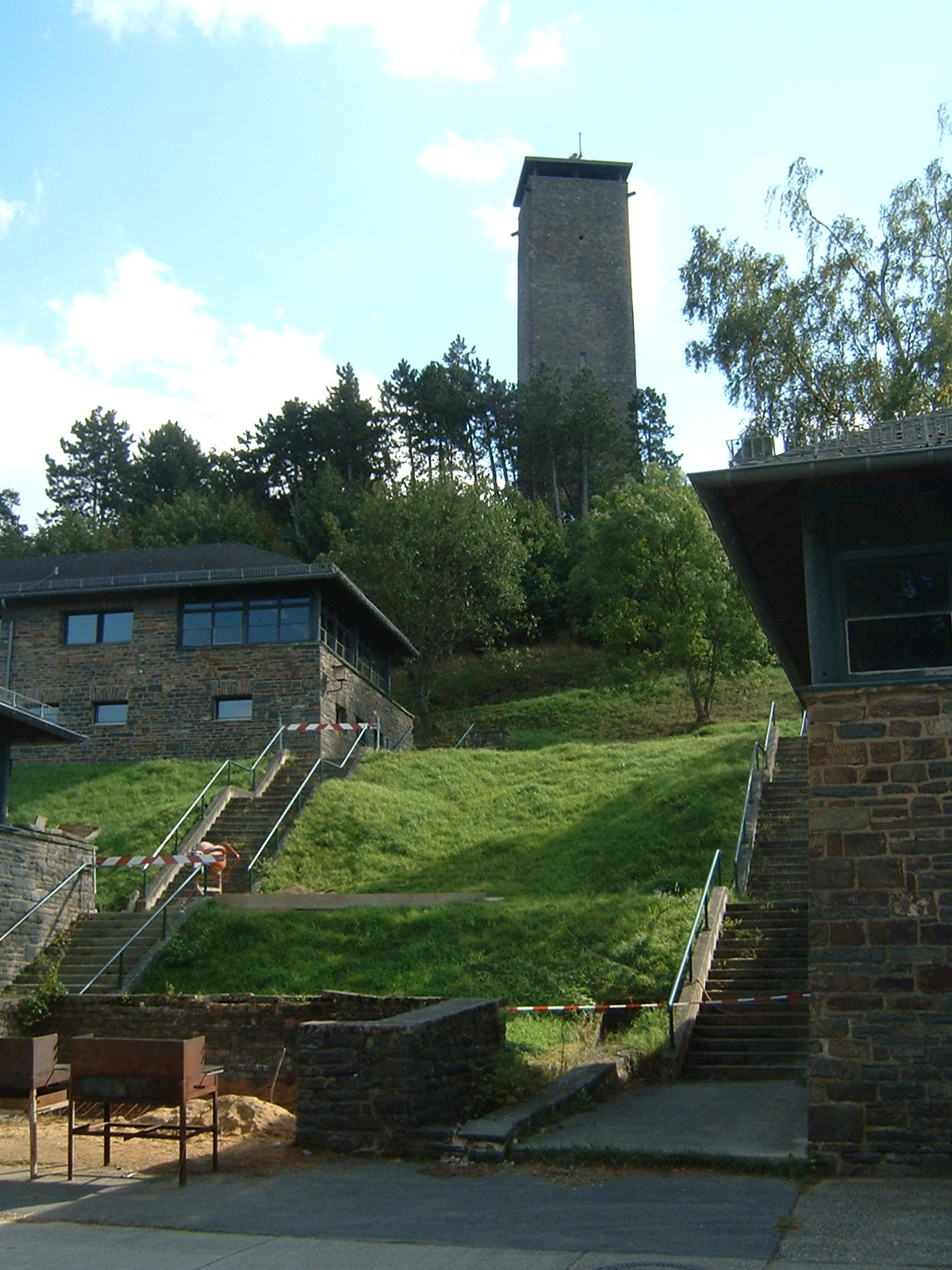
Tour de l'Ordensburg, de 48 m de haut.

Lors de son discours, en 1933 à Bernau-lès-Berlin, Adolf Hitler a demandé que de nouvelles écoles soient construites pour les futurs jeunes dirigeants de son parti, le Parti national-socialiste des travailleurs allemands (NSDAP). La tâche a été confiée à Robert Ley, le «Reichsorganisationsleiter» (littéralement: Chef de l'organisation du Reich) du NSDAP, qui a entrepris la construction et l'exploitation de quatre camps de formation, des NS-Ordensburgen (en) :
- Ordensburg Krössinsee en Poméranie
- Ordensburg Sonthofen dans l'Allgäu
- Ordensburg Vogelsang dans l'Eifel
- Ordensburg Marienburg, ce quatrième était planifié sur le site historique à Malbork, en Poméranie (Prusse-Occidentale) sur le territoire actuel de la Pologne[2].

La construction de l'Ordensburg Vogelsang, situé sur la commune de Schleiden, a été financée par l'expropriation de syndicats et d'associations d'employeurs. Le contrat pour la planification des projets du Krössinsee et de Vogelsang a été confié à l'architecte Clemens Klotz (en).
La première phase du projet a été la construction du château de Vogelsang, qui, avec 1 500 ouvriers, n'a duré que deux ans. Plusieurs bâtiments beaucoup plus grands étaient également prévus, comme une immense bibliothèque appelée Maison de la science (Haus des Wissens) de 100 × 300 mètres, un hôtel Kraft durch Freude de 2 000 lits et les plus grandes installations sportives d'Europe. La construction du site a été interrompue au début de la guerre.

### Camp de formation
Le 24 avril 1936, les trois Ordensburgen furent officiellement remis à Adolf Hitler et les 500 premiers Junkers (élèves-cadets) s'installèrent à Vogelsang peu après, arrivant de toute l'Allemagne. La plupart d'entre eux avaient entre vingt et vingt-six ans et les conditions d'admission comprenaient une période de travail probatoire, une santé physique parfaite, une preuve de pureté raciale, une preuve de travail et de service militaire.
La vie dans l'Ordensburg se déroulait selon le rythme suivant :
- 6 h : Exercices physiques
- 7 h : Rassemblement
- 8 h - 10 h : Projets de groupe
- 10 h - 12 h : Cours dans le grand auditorium
- Après-midi : Sport
- 17 h - 18 h 30 : Projets de groupe
- 22 h : Extinction des feux

Le programme principal était axé sur le racisme scientifique du national-socialisme, la géopolitique et l'éducation sportive intensive. L'accent était également mis sur la formation des pilotes, ainsi des aérodromes ont été construits dans les trois Ordensburgen. L'aérodrome de Vogelsang (en) a été construit près de Walberhof, sur la commune de Schleiden-Morsbach.
L'Ordensburg Vogelsang a également été utilisé comme vitrine à destination des personnalités politiques.

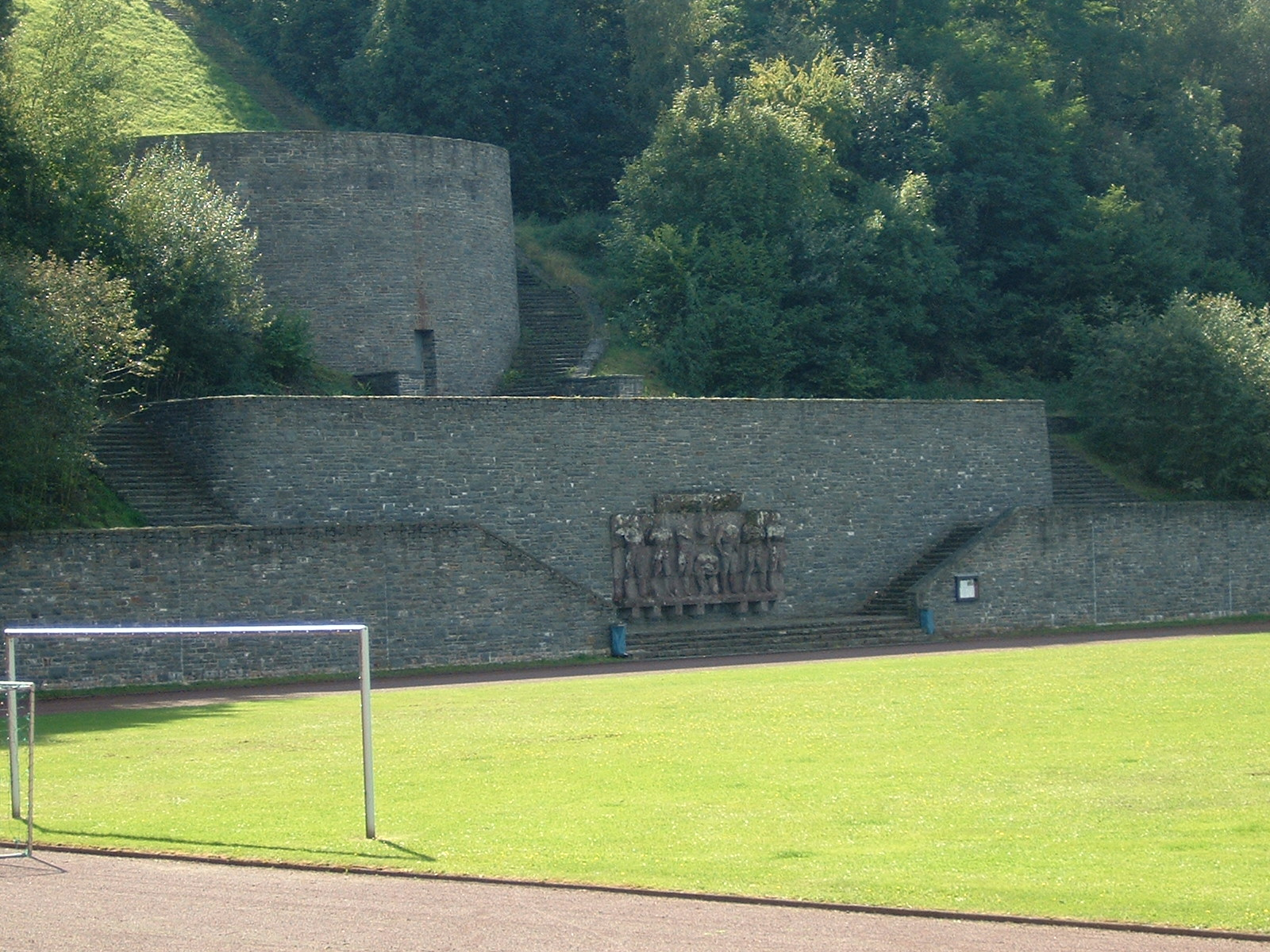
Terrain de sport.
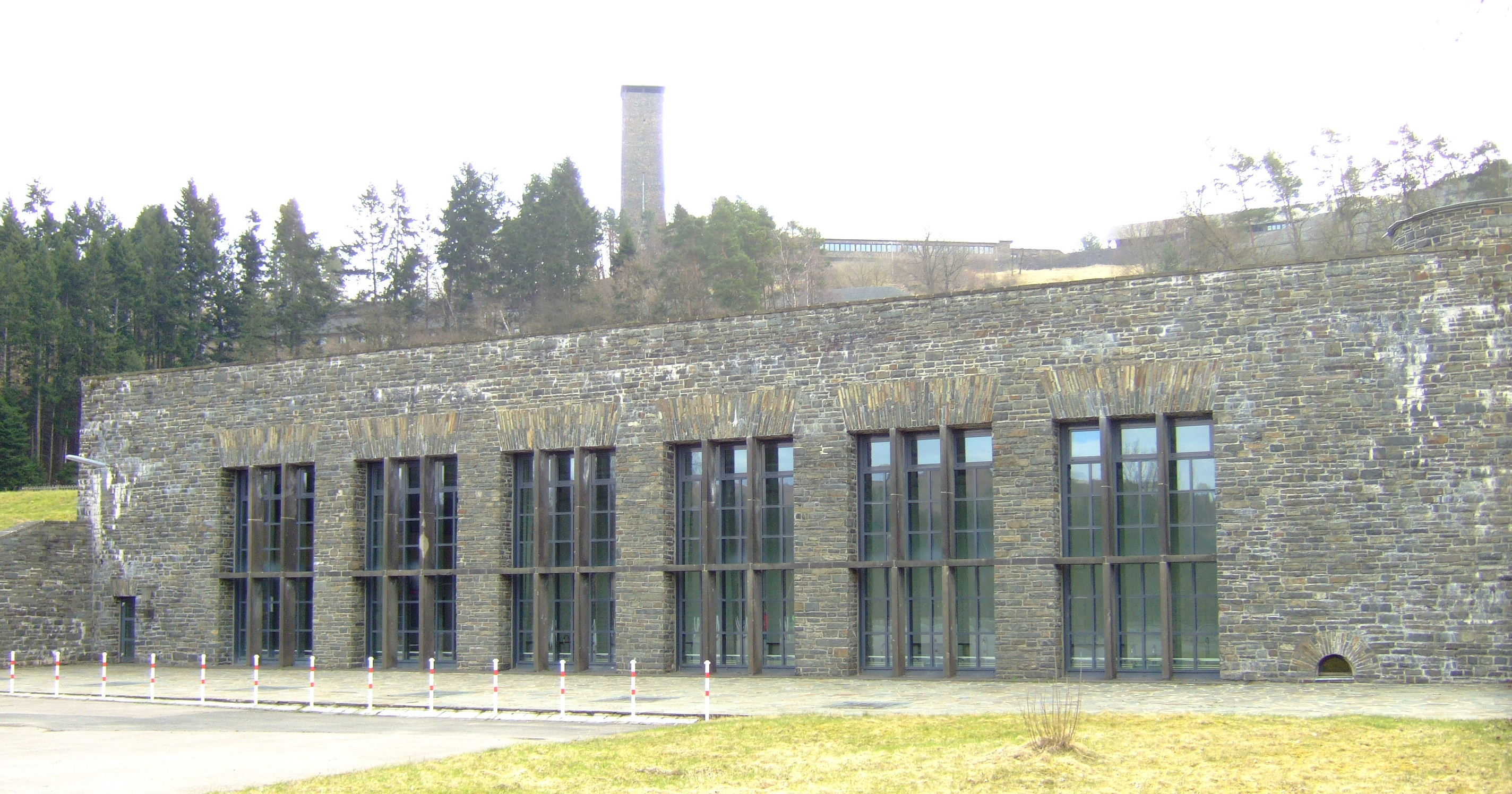
Bassin de natation.

### Seconde guerre mondiale
Au début de la guerre, en septembre 1939, les cadets quittent le château de Vogelsang qui est alors utilisé à deux reprises pour loger des troupes, une première fois en 1940 pendant la campagne occidentale et une seconde fois en décembre 1944 pendant la bataille des Ardennes.
Pendant la période intermédiaire, Vogelsang a accueilli quelques classes des écoles Adolf Hitler. En 1944, des jeunes de 15 et 16 ans des jeunesses hitlériennes sont venus s'entraîner sur le site.
Les raids aériens alliés ont détruit certains des bâtiments, comme l'aile est et le gymnase.

### Après la guerre

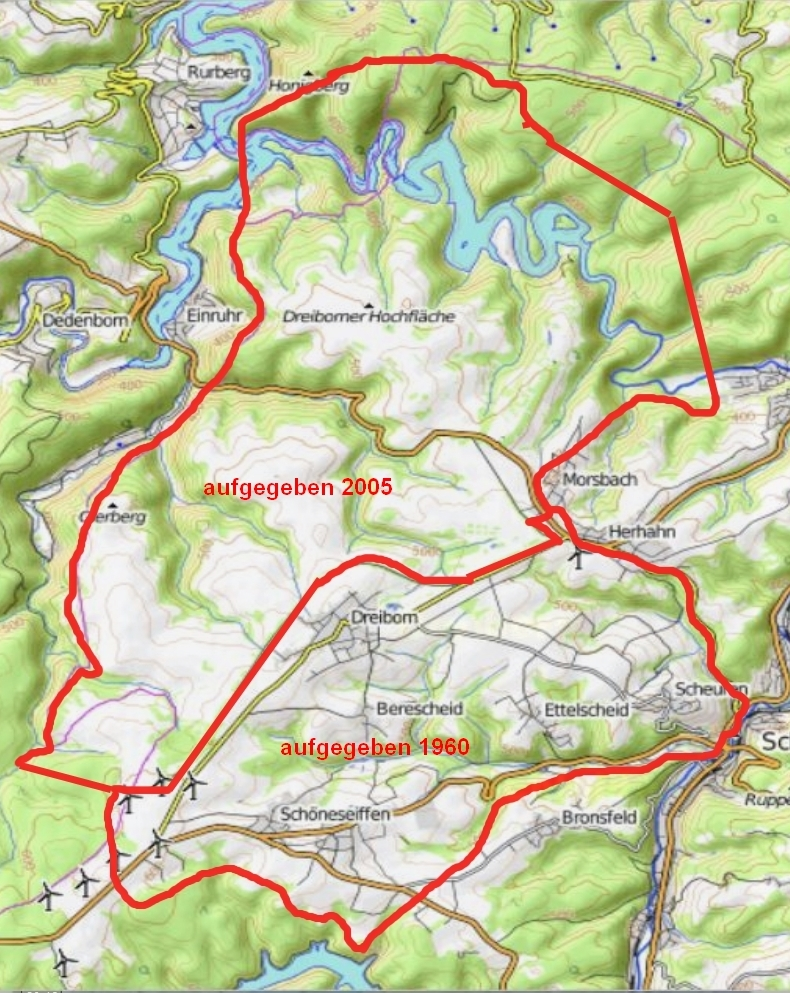
Zone d'entraînement militaire du Camp de Vogelsang.

Début 1945, le 1er bataillon du 47e Régiment de la 9e (US) Division s’empare de l’Ordensburg ; après quelques mois, les Britanniques, auxquels s’est joint le 21e bataillon de fusiliers belge, lui succèdent et créent une zone d'entraînement militaire alentour. Le 1er avril 1950, les Belges reprennent aux Anglais la direction du camp.
Les bâtiments détruits pendant la guerre sont reconstruits, dans un premier temps par les Britanniques puis par les militaires belges. Les murs de fondation de la Maison de la science sont utilisés pour la construction de la caserne Van Dooren et les fondations d'un auditorium adjacent servent à la construction d'un cinéma de 1 200 places.
Sur le site, au sujet des ornements, seuls les emblèmes du Troisième Reich et les croix gammées sont enlevés.
En 1950, les forces armées belges lui donnent un nouveau nom, l'Ordensburg Vogelsang devient Camp de Vogelsang. La population allemande elle-même ne parlera plus de l'Ordensburg Vogelsang mais du Burg Vogelsang.
Au début, les gens voyaient dans le camp un obstacle pour le développement touristique de l’Eifel, même s'il fournissait le plus grand nombre d’emplois. Dans les années 1970-1980, le colonel Victor Neels - parlant couramment l'allemand - réussit à créer de bonnes relations,. Les Allemands l’honorent. Non seulement il reçoit la croix du mérite de l’État allemand (BundesVerdienstkreuz), mais un pont sur l’Urft porte son nom (Victor-Neels-Brücke dans le parc national de l'Eifel,), une mesure exceptionnelle pour un étranger vivant. Sur Youtube, une video expose l'architecture du pont.

### Reconversion
Depuis le 1er janvier 2006, après que les locaux ont cessé d'être utilisés pour l'entraînement militaire, l'ancien Ordensburg s'est ouvert aux civils qui peuvent le visiter pendant la journée, on y retrouve bon nombre de sentiers de randonnée. Le nouveau complexe accueille aujourd'hui l'administration Vogelsang IP du parc national de l'Eifel.
Le cinéma et les autres bâtiments existent encore aujourd'hui.
En 2016, le gouvernement allemand a déclaré qu'il utiliserait certains bâtiments de Vogelsang pour loger les demandeurs d'asile migrants.
La restructuration en cours a demandé un investissement de 57 millions EUR dans un espace international, un lieu d'éducation et de culture visant notamment à éduquer les jeunes contre le Fascisme. Une exposition permanente dans le centre de documentation sur le Nazisme dépeint comment les hommes et les femmes ordinaires ont été conditionnés par les nazis à haïr les juifs et autres races inférieures.

## Bâtiments
Le domaine est divisé en plusieurs sections :
- La zone d'entrée avec une porte et deux tours (presque terminées).
- La Maison de la science (Haus des Wissens) (seule une partie des murs de fondation a été terminée).
- La Maison de la Communauté (Gemeinschaftshaus) comprenant : l'Adlerhof (traduction littérale: La cour des aigles), une tour, l'aile est et l'aile ouest (achevée, mais partiellement détruite pendant la guerre).
- Dix Kameradschaftshäuser (Maisons de camaraderie) pour 50 élèves chacune (achevées, mais partiellement détruites pendant la guerre).
- Quatre Hundertschafthäuser (Maisons des groupes de cent) pour 100 élèves chacune (terminées).
- La Thingplatz (de) - Théâtre en plein air lieu destiné aux grands événements (terminé).
- Des installations sportives avec tribune, gymnase et piscine couverte (terminées).
- Le porte-flambeau (Feuermal Fackelträger) (terminé).
- La Maison des employées (terminée).

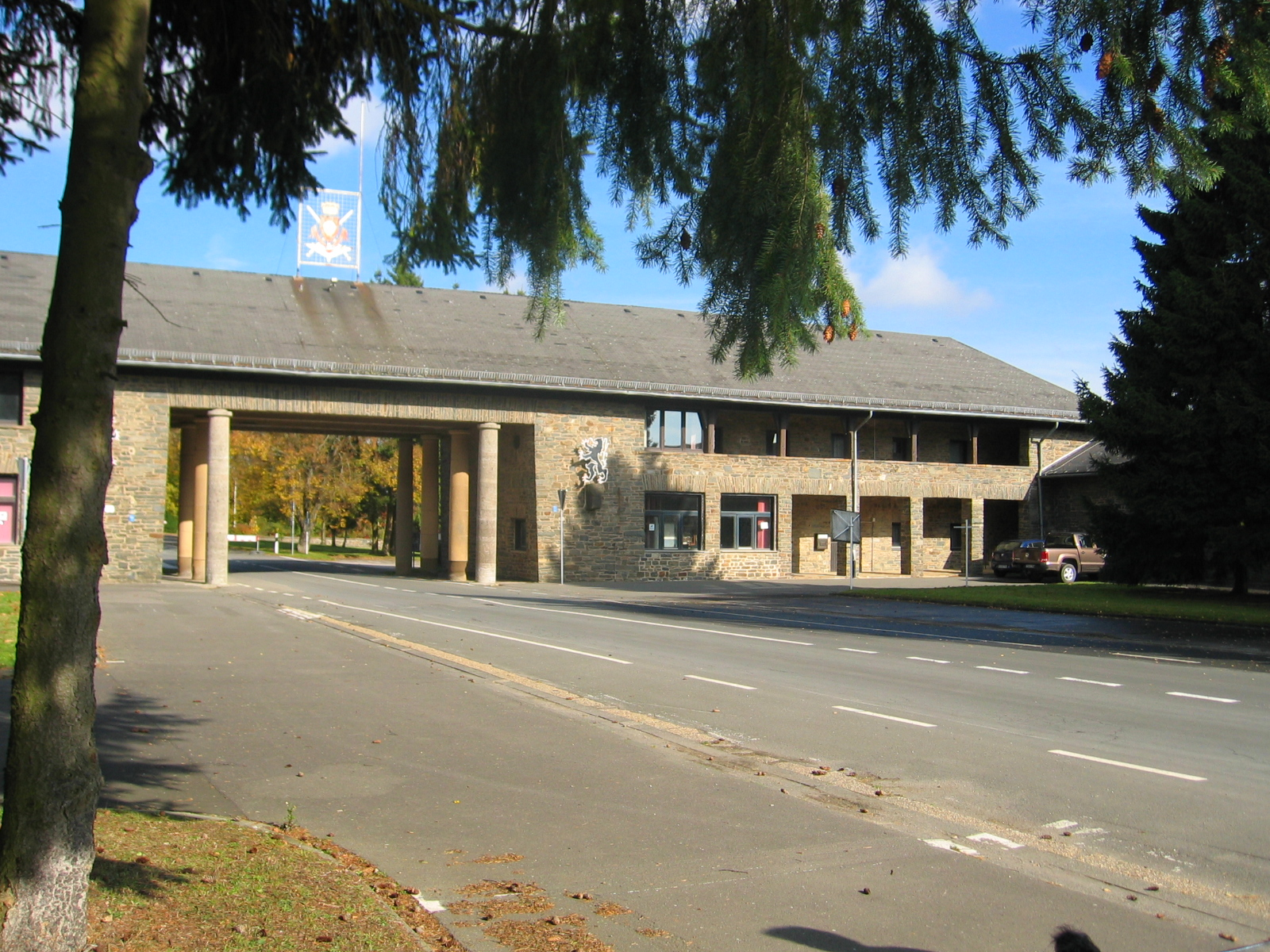
Entrée.
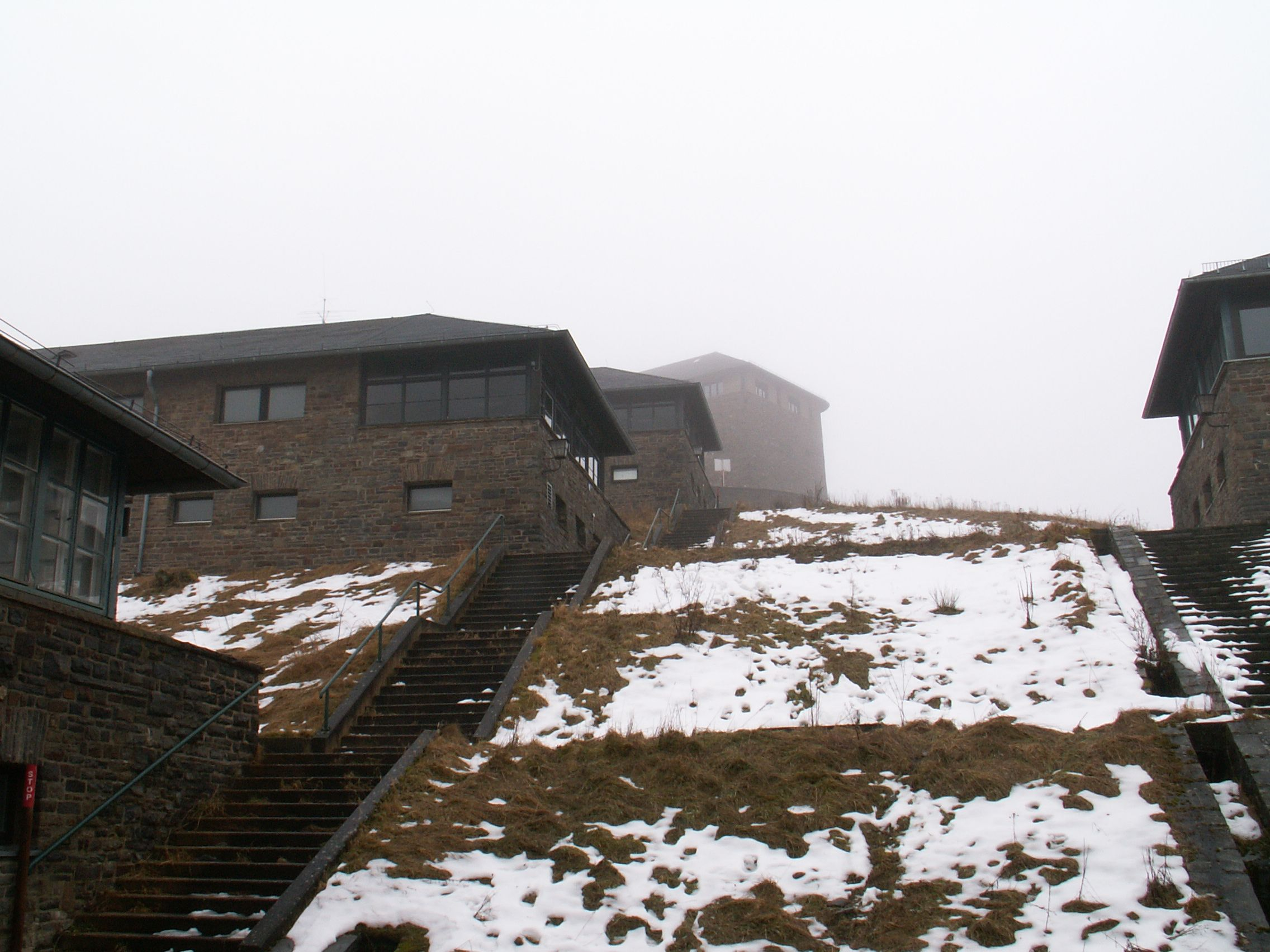
Maisons des groupes de cent (Kameradschaftshäuser).
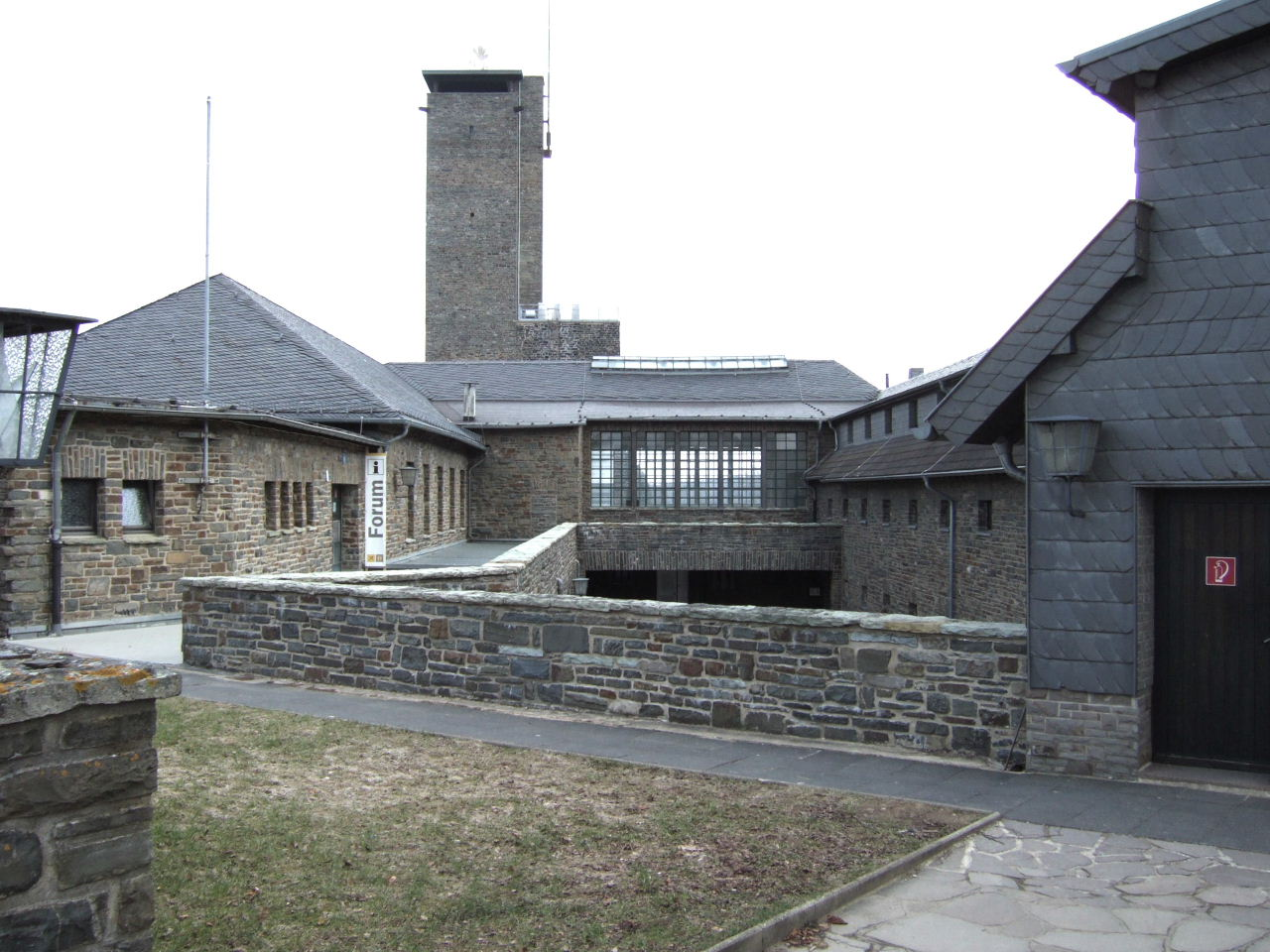
Une des cours intérieures.
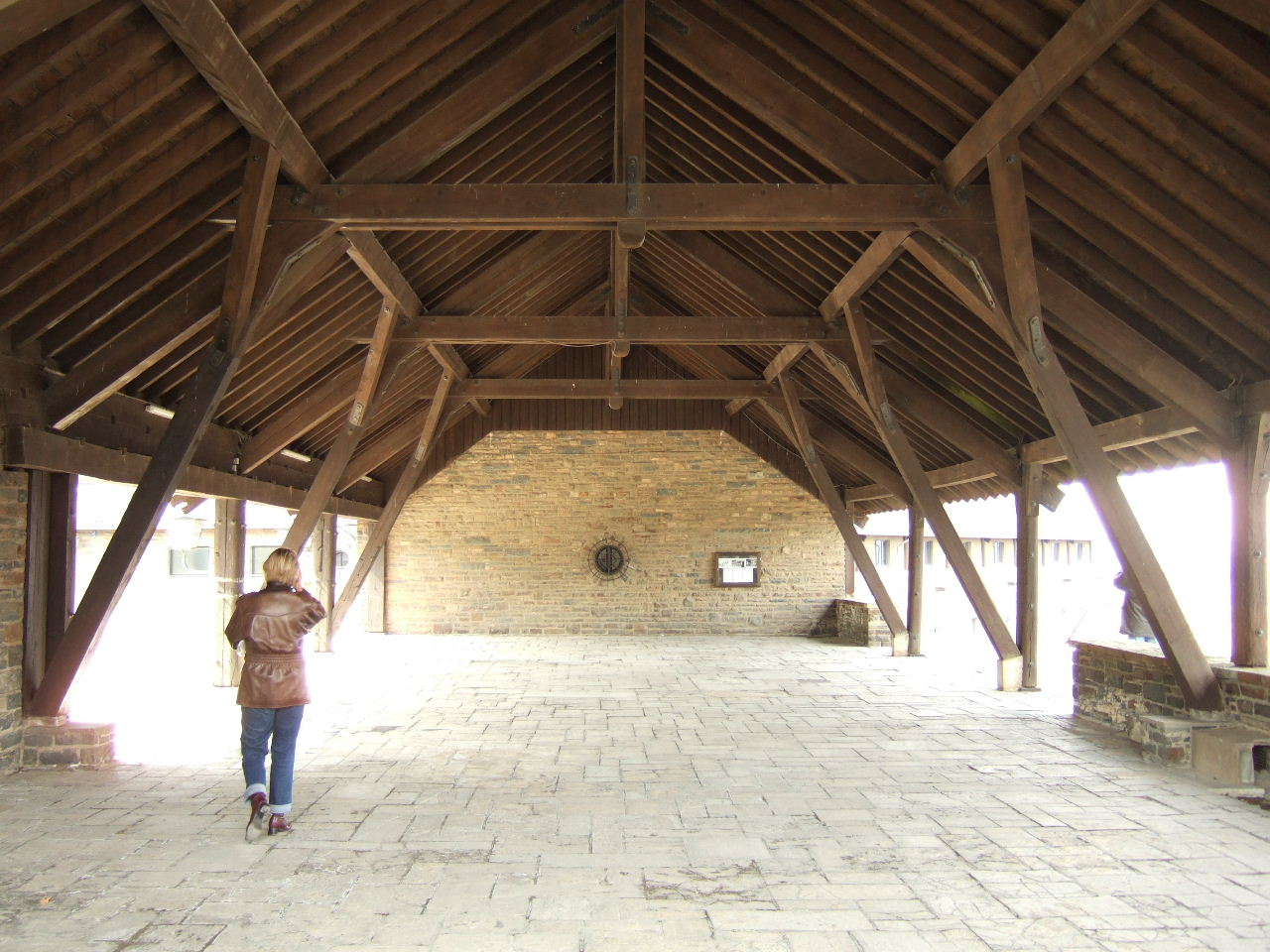
Halle (Wandelhalle).
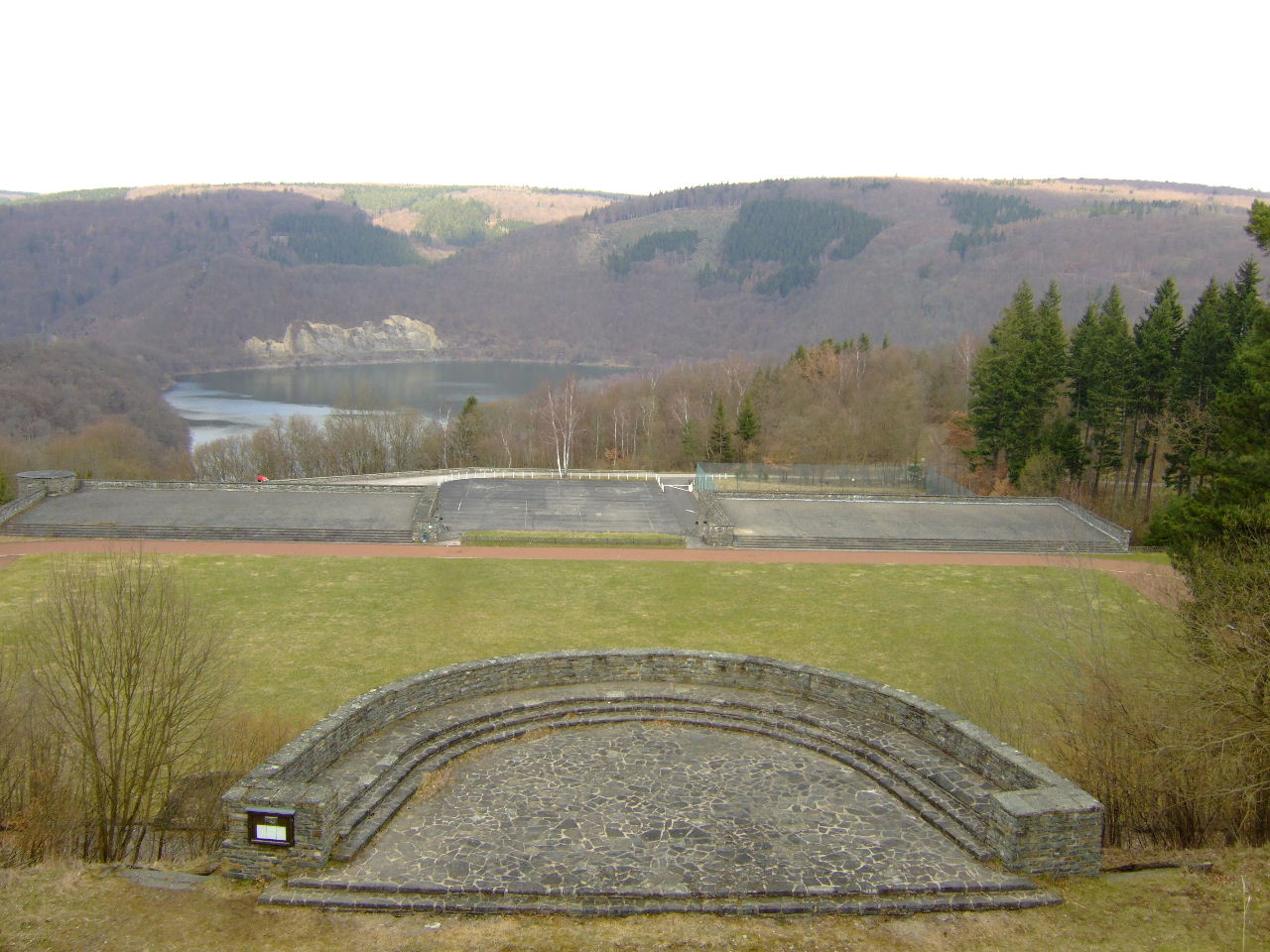
Thingplatz - Théâtre en plein air.

## Art
La plupart des sculptures de Vogelsang, comme le Fackelträger (le porte-flambeau), Der deutsche Mensch (l'homme allemand), l'Adler (les aigles) ou le Sportlerrelief (les athlètes) ont été créées par Willy Meller.
La sculpture en bois Der deutsche Mensch a disparu en 1945. Les autres sculptures ont été conservées mais sont partiellement endommagées.
Après une visite d'Adolf Hitler en 1937, des colonnes doriques, sans aucune fonction de support, ont été ajoutés à la porte d'entrée. Selon les rapports, l'initiative venait d'Hitler lui-même.

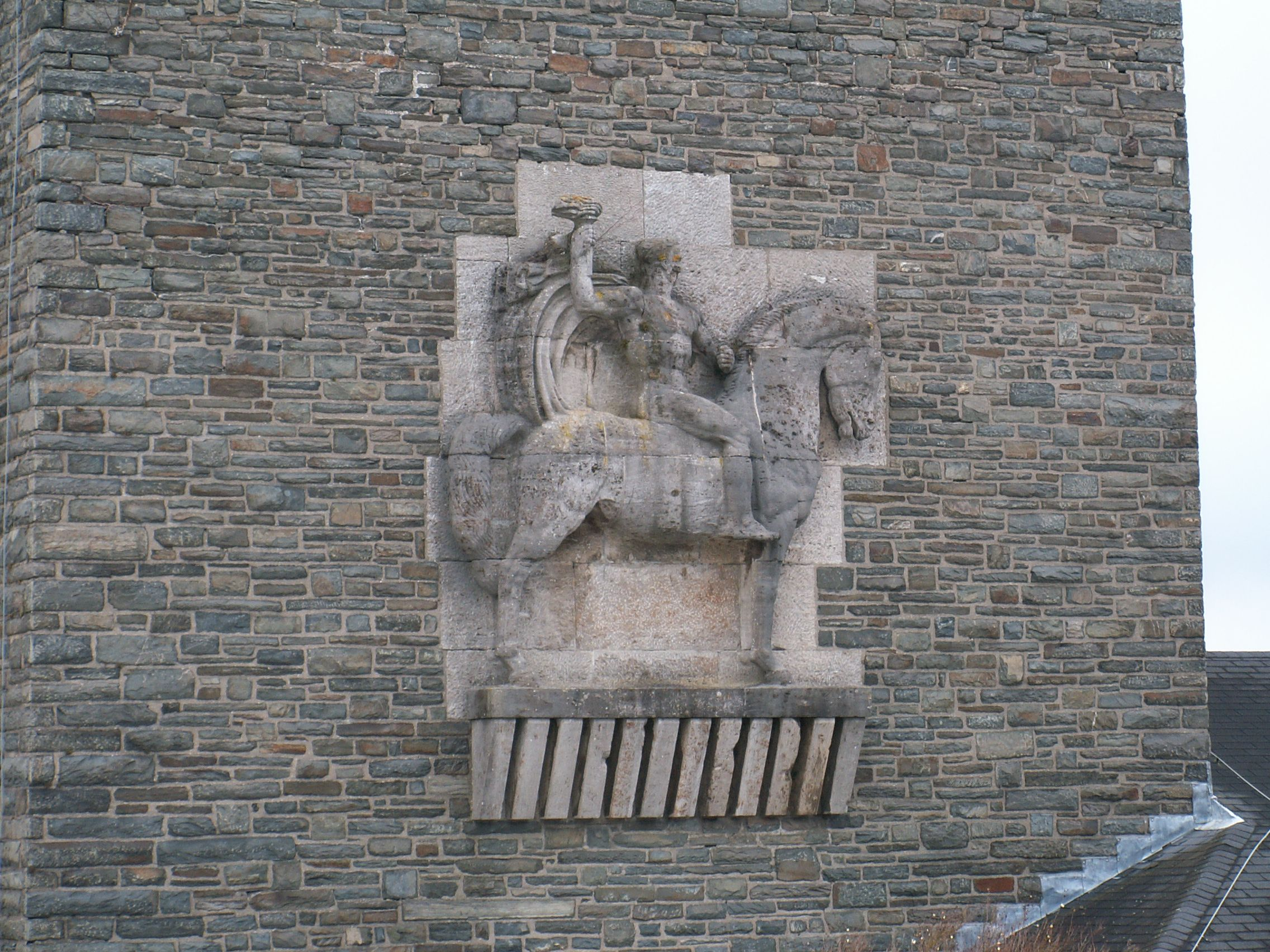
Bas-relief : Élève-cadet (Ordensjunker) à la porte principale, de Willy Meller.
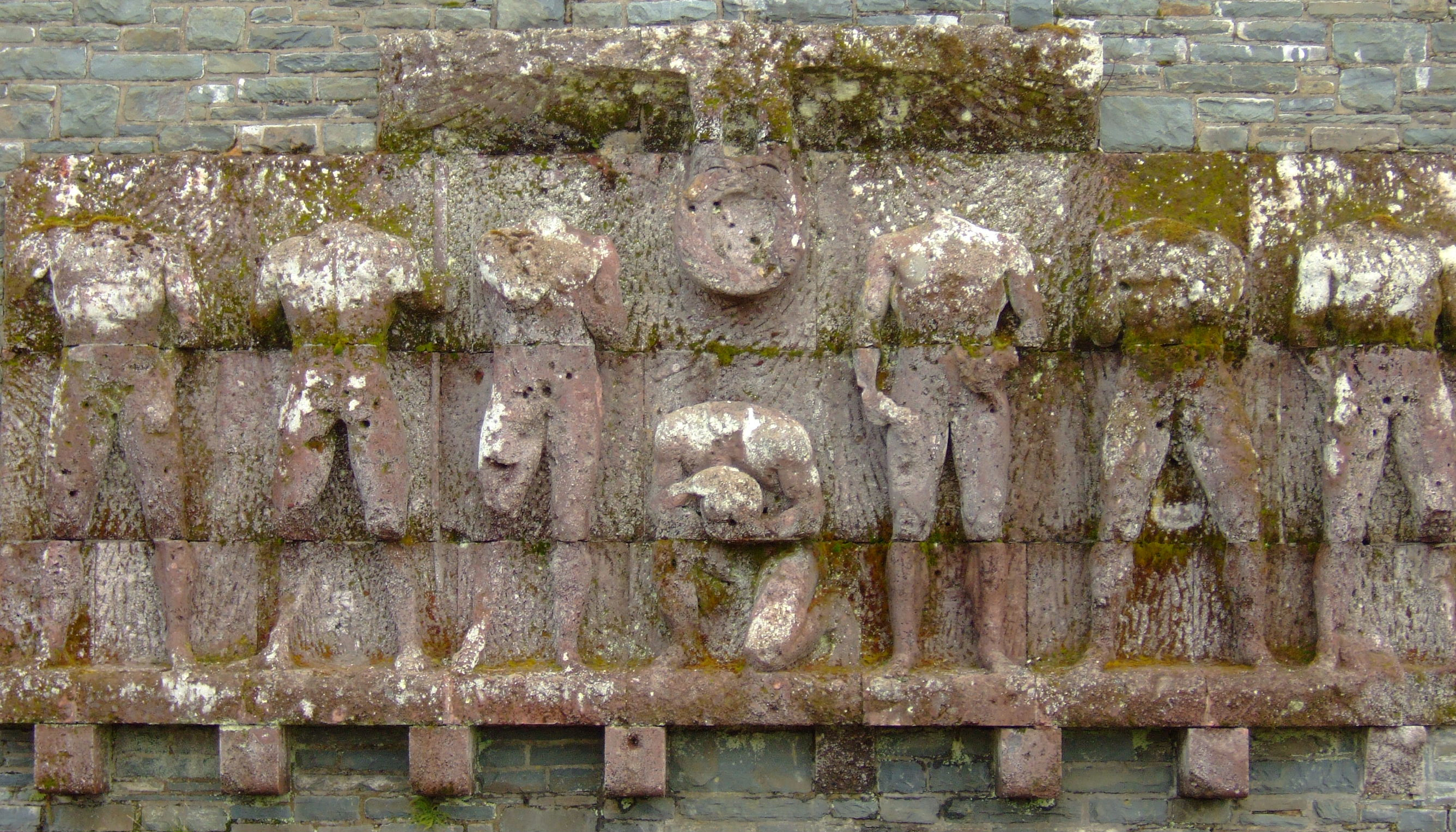
Bas-relief : Athlètes de Willy Meller.
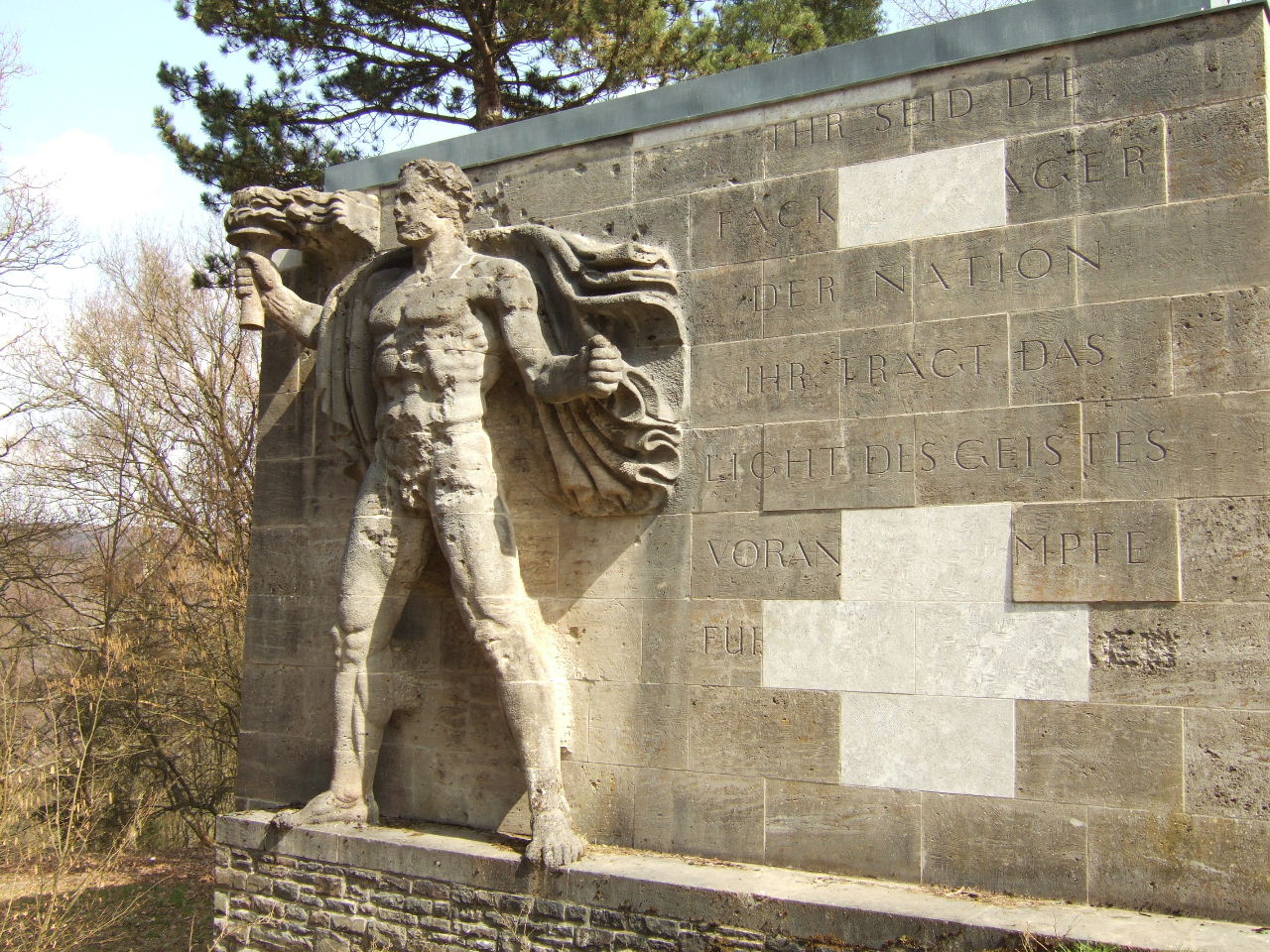
Bas-relief : Porte-flambeau de Willy Meller.

### Bibliographie

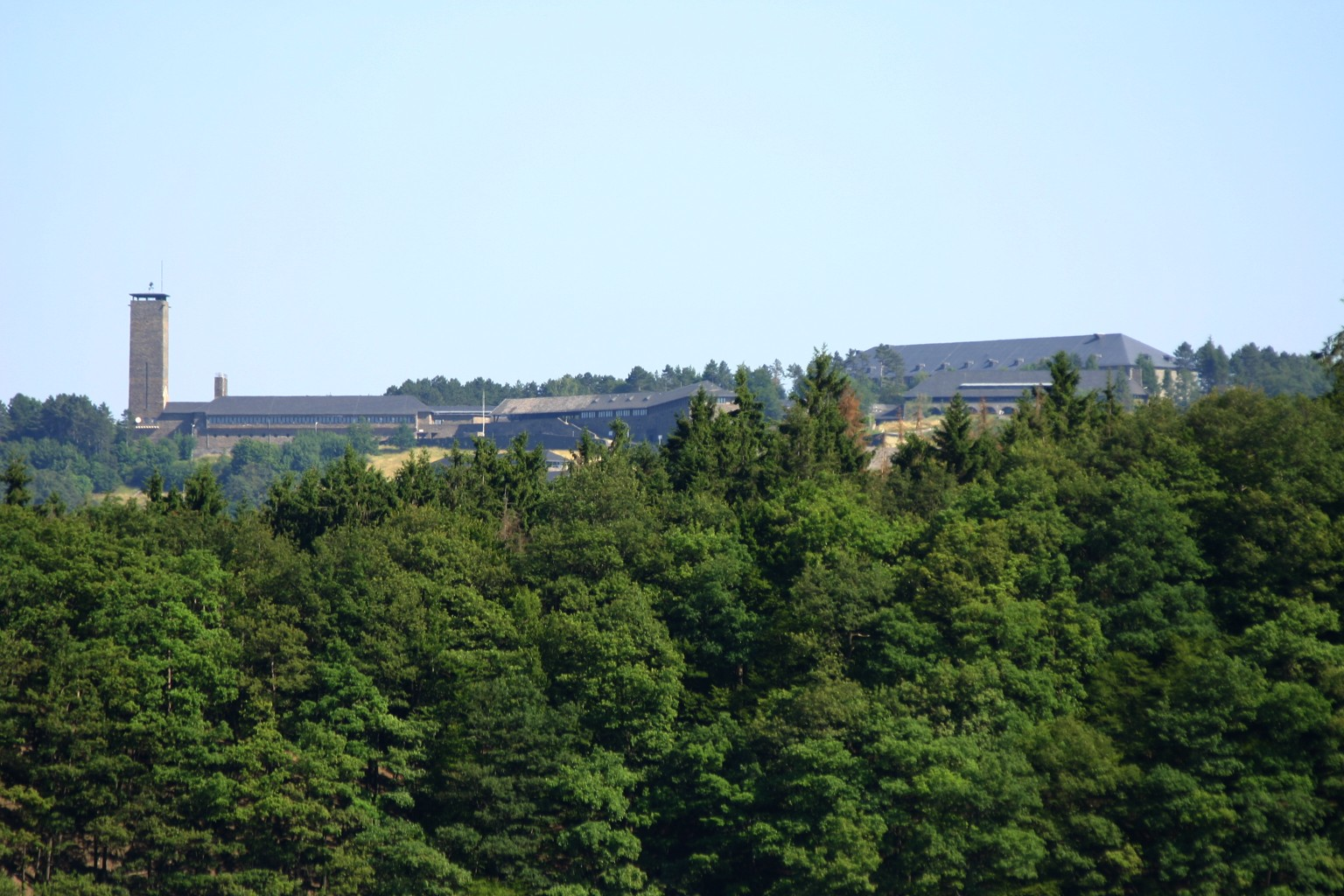
Vue depuis le barrage d'Urfttal